# Problem
Ein Problem (altgriechisch πρόβλημα próblema, „Vorsprung, Klippe, Hindernis; das, was [zur Lösung] vorgelegt wurde“) entsteht in einer Situation, in der ein oder mehrere Ziele erreicht werden müssen, wobei nicht unmittelbar sicher ist, welche Maßnahmen ergriffen oder welche Mittel eingesetzt werden müssen, um diese Ziele zu erreichen.

## Allgemeines
Die Art der Ziele hängt vom Individuum ab, das mindestens ein Problem hat. Bei Privatpersonen sind es persönliche Ziele, bei Unternehmen die Unternehmensziele und bei Staatszielen der Staat, die mit Problemen konfrontiert sind. Persönliche Probleme können beispielsweise das Konsumverhalten (Konsumieren oder Sparen), Eheschließung oder Ehescheidung sein. Probleme in Unternehmen können Ertragslage, Kostenstruktur oder Insolvenzrisiko betreffen, staatliche Probleme sind etwa die Haushaltskonsolidierung oder Konflikte mit ausländischen Regierungen bis hin zum Krieg. Taucht ein Problem auf, muss ihm mit Problemlösen begegnet werden. Probleme können lösbar, nicht lösbar oder unentscheidbar sein. Mehrere in einem übergeordneten kausalen Zusammenhang stehende Probleme können als Problematik bezeichnet werden.

## Definitionen
In der Gestaltpsychologie befasste sich Narziß Ach 1905 als einer der ersten mit Denkprozessen und insbesondere dem Problemlösen. Karl Duncker definierte 1935 das Problem wie folgt:
„Ein Problem entsteht dann, wenn ein Lebewesen ein Ziel hat und nicht weiß, wie es dieses Ziel erreichen soll“.
Mit der Benutzung des Wortes „Lebewesen“ stellte er klar, dass nicht nur Menschen Probleme haben können. Für Friedhart Klix lag 1971 ein Problem vor, wenn ein Anfangszustand, ein Zielzustand und „das nicht unmittelbar gelingende Überführen vom Anfangs- in den Zielzustand“ besteht. Auch Dietrich Dörner beschrieb 1976 ähnlich:
„Ein Individuum steht einem Problem gegenüber, wenn es sich in einem inneren oder äußeren Zustand befindet, den es aus irgendwelchen Gründen nicht für wünschenswert hält, aber im Moment nicht über die Mittel verfügt, um den unerwünschten Zustand in den erwünschten zu überführen“.
Er unterscheidet in diesem Zusammenhang zwischen Problem und Aufgabe: „Wenn die Transformation des Ist-Zustands in den Soll-Zustand produktives Denken erfordert, stehen wir vor einem Problem. Andernfalls handelt es sich nur um eine Aufgabe“. Bei einer Aufgabe liegt Alan H. Schoenfeld zufolge bereits ein Lösungsschema vor.

## Problemklassen
Im täglichen Umgang mit Problemen haben zahlreiche Wissenschaften Merkmale herausgearbeitet, nach denen sich Probleme charakterisieren lassen. Einzelne Probleme lassen sich so zu Problemklassen zusammenfassen. Es gibt folgende Problemklassen, nach denen Probleme systematisiert werden können:

### Lösbarkeit
Nicht alle Probleme sind lösbar. Bei vielen Problemen geht die scheinbare Unlösbarkeit auf mangelnde Wohldefiniertheit zurück: Ausgangssituation, Hindernis und Zielsituation sind nicht ausreichend klar formuliert, um eine Lösung zu ermöglichen. Doch auch für sauber formulierte Probleme in Umfeldern mit klar vorgegebenen Regeln kann unter Umständen gezeigt werden, dass eine Aufgabe unlösbar ist, wie z. B. die Quadratur des Kreises, die für unlösbare Probleme sprichwörtlich geworden ist. Arbeitsaufwand in die Lösung erwiesenermaßen unlösbarer Probleme zu stecken ist nicht sinnvoll. In diesem Fall kann eine Umgehungslösung (englisch workaround) des Problems helfen. Das angepeilte Ziel wird dann so abgeändert, dass sich das Problem gar nicht mehr stellt.
Die Unlösbarkeit eines Problems kann auch darauf zurückzuführen sein, dass versucht wird, mehrere widersprüchliche Ziele gleichzeitig zu erreichen. In diesem Fall liegt ein Interessenkonflikt vor, der möglicherweise durch einen Kompromiss beglichen werden kann. In technischen Zusammenhängen spricht man hierbei auch von Optimierung. Kompromisse können allerdings wiederum neue Probleme hervorrufen. Ist ein Kompromiss aufgrund des zugrundeliegenden Regelsystems unmöglich, so spricht man von Aporie (‚Ausweglosigkeit‘).

### Zerlegbarkeit
Lässt sich ein Problem in mehrere Unterprobleme zerteilen, so nennt man es zerlegbar oder auch hierarchisch. Echte Unterprobleme sind leichter und mit weniger Arbeitsaufwand verbunden (divide et impera). Sie können eine kompaktere und greifbarere Beschreibung der Ausgangssituation bieten, die bereits aus sich heraus einen Lösungsweg nahelegt.
Stellt die Zerlegung selbst ein schwieriges Problem dar, lässt sich ein Problem überhaupt nicht unterteilen oder sind die entstehenden Unterprobleme bei jeder möglichen Zerlegung ebenso komplex wie das Ausgangsproblem, so nennt man das Problem nicht zerlegbar oder elementar. Eine spezielle Aussage über die Zerlegbarkeit trifft diese Unterscheidung:
- Einsichtsprobleme sind nicht zerlegbare Probleme, denn sie benötigen nur einen einzigen, untrennbaren Umformungsschritt, der jedoch sehr schwer ist, weil er eine völlig neue Sicht der Dinge verlangt.
- Transformationsprobleme hingegen lassen sich in eine ganze Reihe von Umformungsschritten zerlegen (Informatik), die richtig aufeinander abgestimmt werden wollen.

### Verwandtheit
Manche Probleme sind in ihrer Wesensart so eng verwandt, dass mit einem Problem gleichzeitig ein anderes Problem gelöst wird. In diesem Fall sind Ausgangs- und Zielsituation bei beiden Problemen gleich, wenn auch für gewöhnlich gänzlich anders formuliert. Eines der Probleme lässt sich jedoch in das jeweils andere Problem überführen; speziell die Komplexitätstheorie spricht hierbei davon, ein Problem auf ein anderes zu reduzieren. Auf diese Weise können ganze Problemklassen ausfindig gemacht werden, deren Probleme ungelöst sind. Man weiß jedoch, dass die Lösung eines Problems gleichzeitig alle anderen Probleme der jeweiligen Klasse lösen würde. Kann ein Problem nicht auf andere Probleme zurückgeführt werden, so bildet es eine Problemklasse für sich und erfordert möglicherweise eine gänzlich neue Einsicht.

### Lösungsaufwand
Man kann Probleme nach dem Lösungsaufwand beurteilen: Der Lösungsweg eines Problems kann kurz und knapp sein, aber auch so aufwändig, dass das erreichbare Ziel die Mühe nicht lohnt. Extrem aufwändige Probleme können sogar unbegrenzt lange Lösungswege erfordern. So kann ein Problem zwar unbekannterweise vielleicht lösbar sein, in der Praxis aber weiterhin als „unlösbar“ gelten, es ist damit unbestimmt hinsichtlich seiner Lösbarkeit.
Der benötigte Aufwand zur Lösung eines Problems hängt von seiner Komplexität und der Leistungsfähigkeit der Beteiligten ab. Unter den Begriff Leistung fallen hier unterschiedliche Faktoren – von der Intelligenz eines Menschen bis zur Rechenleistung eines Computers. Auch unterschiedliche Ausgangssituationen beeinflussen den Aufwand von Lösungswegen, da die Verfügbarkeit von Rohstoffen und Werkzeugen (Ressourcen) oder einfach anderem Wissen variieren wird.

### Subjektivität
Besonders Probleme des Alltags unterliegen der Subjektivität der beteiligten Personen. Abweichende Zielvorstellungen bedingen, dass Schwierigkeit und Aufwändigkeit von Problemen unterschiedlich beurteilt werden. Bestimmte Probleme sind für Beteiligte unlösbar, für Außenstehende jedoch zu bewältigen oder sogar einfach: So ist das Feststellen des eigenen Todeszeitpunkts unmöglich. Mitunter erzeugt der Wechsel des eigenen Standpunkts ein besseres Verständnis für das Problem, etwa wenn Emotionen beteiligt sind und das Problem erst durch Einfühlungsvermögen überhaupt erfasst werden kann.

## Wissenschaften
Aus wissenschaftlicher Sicht stellt sich ein Problem, wenn eine Frage, Streitfrage oder ein Sachverhalt ungeklärt ist, das Problem durch Denken oder Erfahrung gelöst werden kann und eine neue Problemstellung der Anlass für den Fortschritt der Wissenschaften sein kann.
In mehreren Einzelwissenschaften werden spezifische Problemstellungen untersucht, die zu feststehenden Begriffen wurden. Dazu gehören unter anderem das Halteproblem der Theoretischen Informatik, das Problem des Handlungsreisenden des Operations Research mit der Berechnung einer optimalen Rundreise durch mehrere Städte, das Transportproblem und Umladeproblem der Logistik, das Problemverhalten (auch: Verhaltensauffälligkeit) der Erziehungswissenschaft für menschliches Sozialverhalten, das in einem gegebenen Kontext als problematisch wahrgenommen wird, oder das Problem der Museumswächter der algorithmischen Geometrie.

### Denkpsychologie
Ist für die Überwindung der zwischen Ist- und Soll-Zustand liegenden Barriere eine Denkleistung erforderlich, die über das reproduktive Denken hinausgeht, liegt aus Sicht der Denkpsychologie ein Problem vor. Ob es sich um ein Problem oder eine Aufgabe handelt, hängt vom Wissen des Individuums ab. Für den Dachdecker ist Dachdecken eine Routinearbeit, für den Laien ein Problem.

### Entscheidungstheorie und Mathematik
Um ein Entscheidungsproblem handelt es sich, wenn einem Entscheidungsträger der Soll-Zustand bekannt ist und der Ist-Zustand hiervon abweicht, für eine anstehende Entscheidung mindestens zwei Alternativen zur Auswahl hat und sich für eine entscheiden muss. Als Entscheidungsproblem bezeichnet man die Frage, ob und wie für eine gegebene Eigenschaft ein Entscheidungsverfahren formuliert werden kann. Die praktisch-normative Betriebswirtschaftslehre schlägt Entscheidungsverfahren vor, die der Entscheidungsträger zur Bewältigung von Entscheidungsproblemen einsetzen kann.
Für David Hilbert stellt sich „… die Frage der Widerspruchsfreiheit als ein Problem der reinen Prädikatenlogik dar … Eine solche Frage fällt unter das Entscheidungsproblem“. „Das Entscheidungsproblem muss als das Hauptproblem der mathematischen Logik bezeichnet werden“.

### Experimentelle Psychologie
Die Experimentelle Psychologie befasst sich unter anderem mit Tierversuchen im Hinblick auf die Erkennung von Problemen durch Tiere, etwa bei der Futtersuche. Problem ist der Hunger oder Durst, Entscheidungsproblem sind zwei oder mehr Futtertröge. Wenn ein Versuchstier durch Versuch und Irrtum einmal herausgefunden hat, in welchem von zwei Futtertrögen wirklich Futter versteckt war, wird es durch Konditionierung beim nächsten Experiment diesen Trog wieder aussuchen. Grundlegend waren hierbei die Experimente von Iwan Petrowitsch Pawlow mit Hunden. Ein neutraler Reiz – der allein keine Reaktion auslösen würde – wird mit einem unbedingten Reiz gekoppelt, der eine Reaktion auslösen kann. Pawlow benutzte als neutralen Reiz einen Glockenton und als unbedingten das Futter.

### Informatik
Die Komplexitätstheorie der Theoretischen Informatik baut auf einen mathematisch verankerten Problembegriff. Die Grundlage sind hier Entscheidungsprobleme, bei denen die Aufgabe stets gleich lautet: Entscheide, ob diese Eingabe akzeptiert wird oder nicht. Ein Problem ist damit grundsätzlich dasselbe wie eine formale Sprache, bei der die Frage lautet: Entscheide, ob dieses Wort zu dieser Sprache gehört oder nicht. Die Vorteile dieses hochgradig strukturierten Problembegriffs sind, dass er für Menschen und Maschinen gleichermaßen verständlich ist, die Korrektheit eines Lösungswegs beweisbar ist und die Anzahl der zur Lösung eines Problems benötigten Schritte – seine Komplexität – rechnerisch bestimmt werden kann. Entscheidungsprobleme sind nur scheinbar zu einfach, um komplexe Fragestellungen damit zu untersuchen; tatsächlich lassen sie sich zu natürlicheren Optimierungsproblemen oder Suchproblemen umformulieren.
Die Komplexitätstheorie nimmt eine weitere wichtige Trennung vor, indem sie Probleme von Probleminstanzen unterscheidet. Instanzen sind Spezialfälle eines verallgemeinerten Problems und geben beispielsweise konkrete Zahlen oder Wörter vor, wo das allgemeine Problem von beliebig besetzbaren Variablen oder Zeichenketten spricht. Ziel ist es stets, den allgemeinen Fall zu lösen, Probleminstanzen dienen nur der Ideenentwicklung und händischen Überprüfung von Versuchen.

### Sonstige
Beim Schachspiel gibt es das Schachproblem als künstlerische Ausdrucksform. In der Soziologie steht das First World Problem abwertend für aufgebauschte Probleme der Ersten Welt. Unlösbare Probleme treten gehäuft bei Fragen der Erkenntnistheorie und der Logik auf, wenn sich zwei gleichermaßen wahre Grundsätze in Form der Aporie oder des Paradoxon (bzw. der Antinomie in der Logik) widersprechen. Bekannte Beispiele für diese ausweglosen Denkaufgaben sind der Satz „Dieser Satz ist falsch“ und die Frage „Kann Gott einen Stein erschaffen, den er selbst nicht heben kann?“ Wenn man Gottes Allmacht voraussetzt, ergibt sich dadurch ein unauflösbarer Widerspruch.

## Kulturelle Perspektive
Unterschiedliche Kulturen besitzen für Probleme unterschiedliche philosophische Konzepte. Im Judentum z. B. gibt es den Begriff Mitzrayim (hebräisch מצרים, „Meerenge“, „ernste Notlage“, eigentlich die Bezeichnung für das Land Ägypten), der als Sammelbegriff die Schwierigkeiten, Probleme und Herausforderungen bezeichnet, denen ein Mensch sich im Laufe seines Lebens stellen muss und an denen er wächst. Im Mittelpunkt des theologischen Diskurses um diesem Begriff stehen die geistigen Beschränkungen, die das Individuum überwinden muss, um zu Gott und zu den Werten der Tora zu finden.
Einige Probleme haben die Menschen über sehr lange Zeit beschäftigt oder hatten große Auswirkungen, weil während ihrer Untersuchung bahnbrechende neue Erkenntnisse zu Tage gefördert wurden. Die folgende Auswahl stellt nur einige wenige mathematische und damit stark vorstrukturierte Probleme dar. Tatsächlich darf jedoch hinter jedem größeren technischen, wissenschaftlichen oder gesellschaftlichen Durchbruch die Lösung eines Problems vermutet werden.
Quadratur des Kreises
Das geometrische Problem, aus einem Kreis nur unter Verwendung von Zirkel und Lineal ein flächengleiches Quadrat herzustellen, beschäftigte die Menschheit seit der Antike. „Gelöst“ wurde das Problem 1882 von Ferdinand von Lindemann, der bewies, dass eine präzise Lösung unmöglich ist.
Königsberger Brückenproblem
Ziel dieses topologischen Problems war es, einen (Rund-)Weg über die sieben Brücken der Stadt Königsberg zu finden, der jede Brücke nur einmal nutzt. 1736 zeigte Leonhard Euler, dass ein solcher Weg nicht existiert, das Problem also nicht lösbar ist. Die Untersuchung des allgemeineren Eulerkreisproblems hatte jedoch nachhaltige Auswirkungen auf die Komplexitätstheorie.
Hamiltonkreisproblem
Bei diesem Problem der Graphentheorie soll ein Weg durch einen Graphen gefunden werden, der jeden Knoten genau einmal enthält. Obwohl das Problem dem Königsberger Brückenproblem ähnelt, stellte es sich als sehr viel komplexer heraus. Es ist verwandt mit dem Problem des Handlungsreisenden, das in zahllosen Variationen in einer Vielzahl von Anwendungsfällen auftritt.
Erfüllbarkeitsproblem der Aussagenlogik
Dieses Problem, bei dem ermittelt werden soll, ob eine aussagenlogische Formel erfüllbar ist, führte 1971 mit dem Satz von Cook zum Begriff der NP-Vollständigkeit. Die NP-vollständigen Probleme, zu denen es – wie auch das Hamiltonkreisproblem – gehört, bilden eine Klasse schwieriger Probleme der Informatik, die alle eng miteinander verwandt sind; könnte man eines dieser Probleme effizient lösen, wäre damit gezeigt, dass alle Probleme in NP effizient lösbar sind, und es wäre P = NP bewiesen. Aktuell sind für diese schwierigen Probleme nur probabilistische und heuristische Lösungsverfahren bekannt, etwa eine große Vielfalt von Optimierungsverfahren.
Ziegenproblem
Bei diesem Wahrscheinlichkeitsproblem ging es darum, dem Kandidaten einer Spielshow einen Rat bei der Wahl zwischen drei Türen zu geben, hinter denen ein Preis und zwei Nieten (Ziegen) verborgen waren. Als die bereits 1889 gelieferte, verblüffende und für manche dem gesunden Menschenverstand widersprechende Lösung 1990 in einer Zeitung von Marilyn vos Savant – der „intelligentesten Frau der Welt“ – beschrieben wurde, zerstritten sich Mathematiker weltweit über den Begriff der bedingten Wahrscheinlichkeit.

## Arten von Entscheidungsproblemen
Wissenschaftlich wurden viele Arten von Entscheidungsproblemen erkannt, insbesondere:
- Der Entscheidungsträger verfolgt mehrere Ziele gleichzeitig, die durchaus im Zielkonflikt zueinander stehen können.
- Es bestehen mehr als zwei Handlungsalternativen, die zu einer Vielzahl von Problemlöse-Varianten führen.
- Die künftige Entwicklung der Umweltzustände – die einen nicht beeinflussbaren Datenparameter darstellen – sind mit Unsicherheit behaftet, so dass der Entscheidungsträger seine Handlungsalternativen im Lichte dieser Umweltzustände beurteilen muss.
- Der Entscheidungsträger verfügt nur teilweise über Erfahrungen und Modelle, um die Auswirkungen der Problemlöse-Varianten bestimmen zu können.

Die letzte Art ist teilweise nicht ausschließlich die Folge der drei anderen Merkmale.
Danach lassen sich die Entscheidungsprobleme wie folgt kategorisieren:
| Entscheidungsproblem nach Eintrittswahrscheinlichkeit | Entscheidungsproblem nach Einwertigkeit                   | Entscheidungsproblem nach Mehrwertigkeit                   |
| ----------------------------------------------------- | --------------------------------------------------------- | ---------------------------------------------------------- |
| Entscheidungsproblem unter Sicherheit                 | Entscheidungsproblem unter Einwertigkeit und Sicherheit   | Entscheidungsproblem unter Mehrwertigkeit und Sicherheit   |
| Entscheidungsproblem unter Unsicherheit               | Entscheidungsproblem unter Einwertigkeit und Unsicherheit | Entscheidungsproblem unter Mehrwertigkeit und Unsicherheit |
| Entscheidungsproblem unter Ungewissheit               | Entscheidungsproblem unter Einwertigkeit und Ungewissheit | Entscheidungsproblem unter Mehrwertigkeit und Ungewissheit |
| Entscheidungsproblem unter Risiko                     | Entscheidungsproblem unter Einwertigkeit und Risiko       | Entscheidungsproblem unter Mehrwertigkeit und Risiko       |

Diese Entscheidungsprobleme werden jeweils der Entscheidung unter Sicherheit, Entscheidung unter Unsicherheit, Entscheidung unter Ungewissheit und Entscheidung unter Risiko zugeordnet.

## Kenntnis über Mittel und Ziele
Dörner unterscheidet danach, ob die Mittel und das Ziel dem Problembearbeiter bekannt sind oder nicht:
| Klarheit der Ziele | Bekanntheitsgrad der Mittel                                 | hoch / gering |
| ------------------ | ----------------------------------------------------------- | ------------- |
| hoch               | Interpolationsbarriere dialektische Barriere                | hoch gering   |
| gering             | Synthesebarriere dialektische Barriere und Synthesebarriere | hoch gering   |

Für Dörner liegt eine Interpolationsbarriere vor, wenn sowohl Ziel als auch Mittel bekannt sind, nicht jedoch die exakte Kombination der Mittel. Beispiel ist das – heute beim elektronischen Fahrplan nicht mehr vorhandene – Kursbuchproblem, bei dem Startort und Zielort bekannt sind, aber die Interpolation zwischen beiden behindert ist. Bei der Synthesebarriere ist das Ziel bekannt, jedoch nicht die zu diesem führenden Mittel. Bei der dialektischen Barriere ist auch das Ziel unbekannt.

## Abgrenzung
Ein Problem unterscheidet sich von der Aufgabe dadurch, dass bei letzterer der Lösungsweg von Beginn an bekannt ist. Bei der Aufgabe ist zwar auch eine Barriere (Arbeitsleid) vorhanden, aber diese lässt sich durch den bekannten Lösungsweg als Arbeitsmotivation leichter überwinden.